# Лугове (Мелітопольський район)
Лугове́ — село в Україні, у Мелітопольському районі Запорізької області. Входить до складу Терпіннівської сільської громади. Населення становить 30 осіб.

## Географія
Село Лугове знаходиться на лівому березі річки Молочна, вище за течією на відстані 1 км розташоване селище Зарічне, нижче за течією на відстані 2 км розташоване село Новопилипівка, на протилежному березі — село Терпіння. Поруч проходить автомобільна дорога Т 0401.

## Історія
Село Лугове було засновано як садиба Пригір'я багатим менонітськими землевласником Давидом Абрамовичем Классеном в 1906 році. Мабуть якісь будівлі споруди були на місці садиби і раніше. Принаймні, відомо, що ще в 1905 році тут була споруджена піч для випалювання цегли.
Садиба Классенів в Пригір'ї включала елегантний триповерховий особняк з 38 кімнат, будиночки для постійних працівників, численні господарські споруди. Біля будинку був влаштований маленький ставок, що живиться водою з артезіанської свердловини. На березі ставка був споруджений купальний будиночок. У дворі росло багато квітів та декоративних чагарників. На подвір'ї розводили і звичайну домашню птицю, і екзотичних павичів, цесарок, голубів. За будинком розташовувалися сад з різними фруктовими деревами, виноградниками, ягідниками і великий город. Хутір при садибі був підпорядкований Вознесенської волості Бердянського повіту Таврійської губернії.
У фільварку працювали 7 служниць, садівник, від 35 до 40 конюхів, кучерів, пастухів, чабанів і польових працівників і варта, що патрулювали околиці для припинення розкрадань. Слуги жили в панському будинку, а постійні працівники та їх сім'ї — у невеликих котеджах. Крім того, під час збирання врожаю Классени наймали тимчасових працівників з навколишніх сіл, насамперед, з Терпіння.
В Пригір'ї Классени володіли близько 1200 га землі, частина з якої здавалася в оренду. Їх помістя спеціалізувалося на рослинництві, головним чином на виробництві зернових. Ґрунти були родючі і оброблялася за допомогою сучасних знарядь праці, у тому числі і парових, винайдених і виготовлених менонітами або привезених з Північної Америки. Зібраний урожай пшениці підводами відвозили на залізничну станцію в Ліхтенау, звідти відправляли в Бердянський порт і кораблями експортували до Європи.
Після Жовтневої революції Классени покинули Пригір'я, а в 1924 році емігрували в Канаду, де продовжили займатися землеробством.
До 2020 року було частиною Терпіннівської сільської ради.

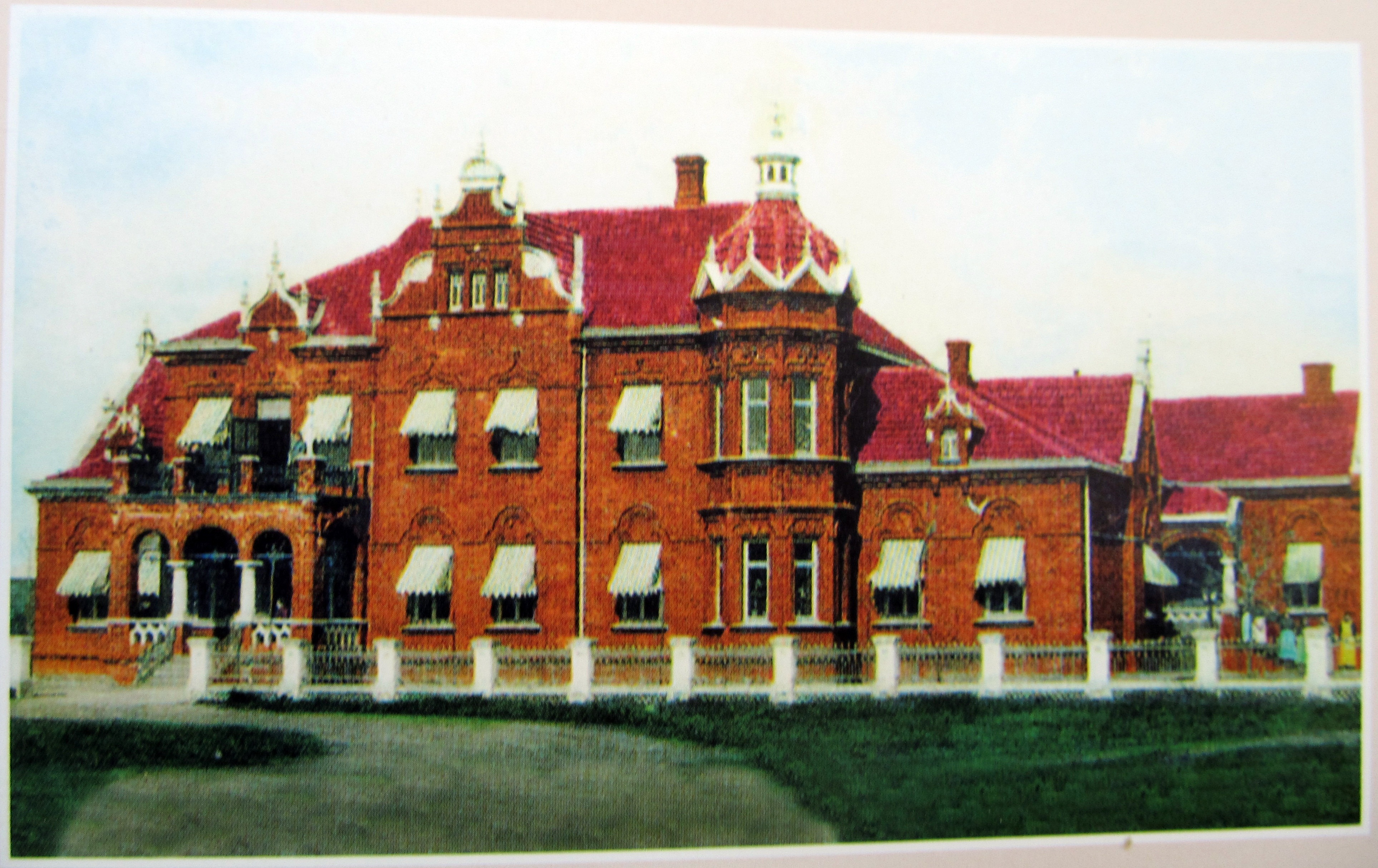
Садиба родини Классен в Пригір'ї

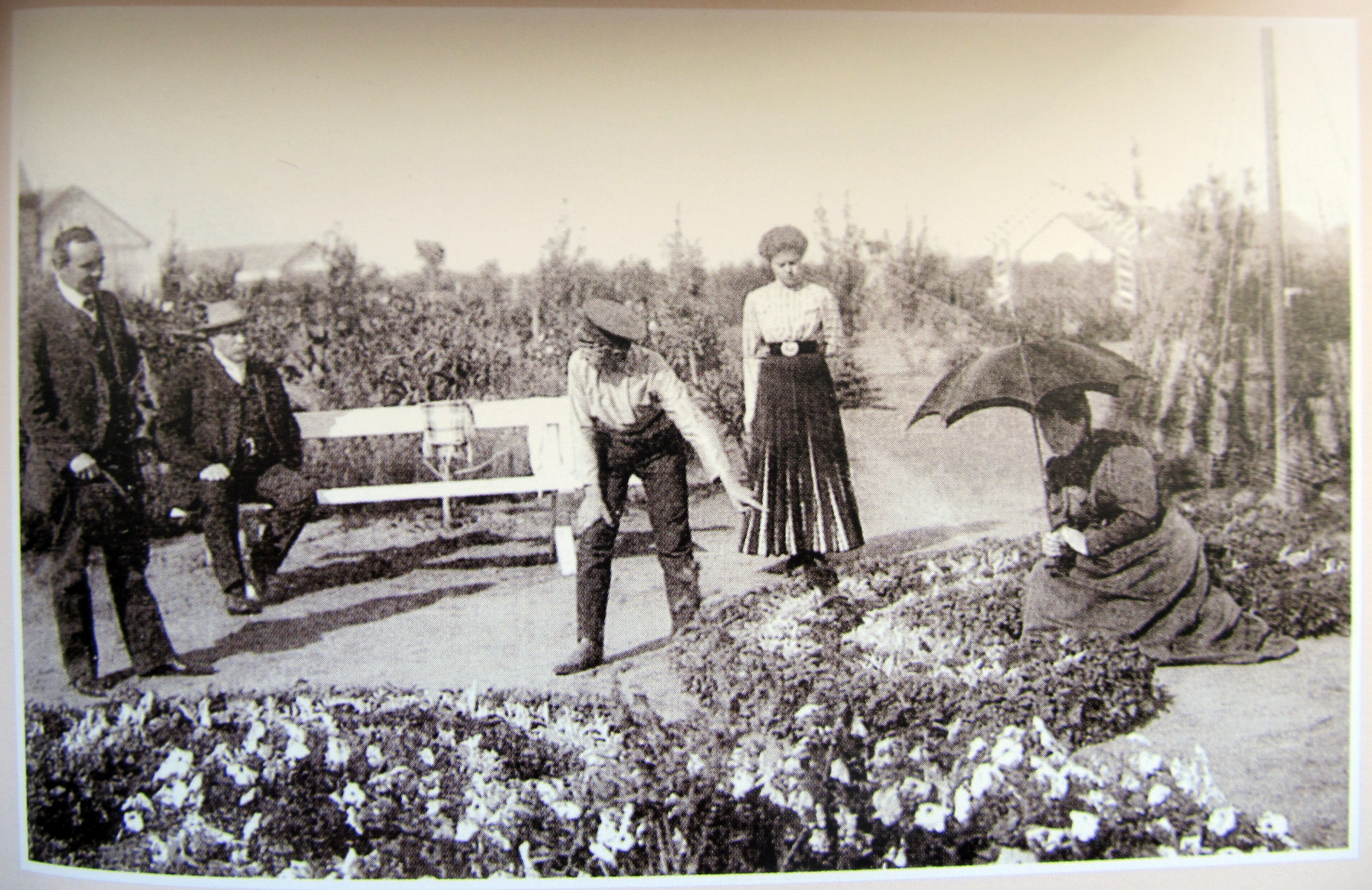
Квітник в саду Пригір'я. 1909 рік

## Населення
- У 1915 населення хутора Пригір'я становило 110 чоловік.[2]
- За переписом 2001 року Лугове з населенням 30 жителів (14 чоловіків і 16 жінок) є одним з найбільш малонаселених сіл Мелітопольського району.[3]

### Мова
Розподіл населення за рідною мовою за даними перепису 2001 року:
| Мова       | Кількість | Відсоток |
| ---------- | --------- | -------- |
| українська | 15        | 50.00%   |
| російська  | 14        | 46.67%   |
| білоруська | 1         | 3.33%    |
| Усього     | 30        | 100%     |

## Відомі люди
Давид Абрамович Классен — німецький землевласник, власник садиби Пригір'я, що поклала початок селу Лугове, брат Генріха Абрамовича Классена.